# Куновка (река)
Куно́вка — река в Талдомском городском округе Московской области России, левый приток Дубны.
Длина реки — 20 км, площадь водосборного бассейна — 162 км². Берёт начало у разъезда Соревнование железнодорожной ветки Вербилки — Дубна Савёловского направления Московской железной дороги, устье — у деревни Юдино. В верхнем течении соединена с каналом имени Москвы Отводной канавой, в 5 км от устья — Казённой канавой.
После строительства посёлка Запрудня русло реки запружено, образовав водоём. На реке существует один канализационный шлюз. Река проходит мимо садовых товариществ п. Запрудня и идёт к городу Талдому. Река в засушливые месяца мельчает. Наибольшая глубина во время большой воды — 0,5 метра. Наибольшая глубина водоёма около Запрудни — 10 метров.
По данным Государственного водного реестра России, относится к Верхневолжскому бассейновому округу. Речной бассейн — (Верхняя) Волга до Куйбышевского водохранилища (без бассейна Оки), речной подбассейн — бассейны притоков (Верхней) Волги до Рыбинского водохранилища, водохозяйственный участок — Волга от Иваньковского гидроузла до Угличского гидроузла (Угличское водохранилище).